# Grammodes oculata
Grammodes oculata là một loài bướm đêm trong họ Erebidae.